# برمنغهام نورثفيلد (دائرة انتخابية في المملكة المتحدة)
برمنغهام، نورثفيلد  (بالإنجليزية: Birmingham, Northfield)‏ هي إحدى الدوائر الانتخابية في المملكة المتحدة الممثلة في مجلس العموم في برلمان المملكة المتحدة.
عضو البرلمان الذي يمثلها حالياً هو :Richard Burden (Lab).